# Margarete Zuelzer

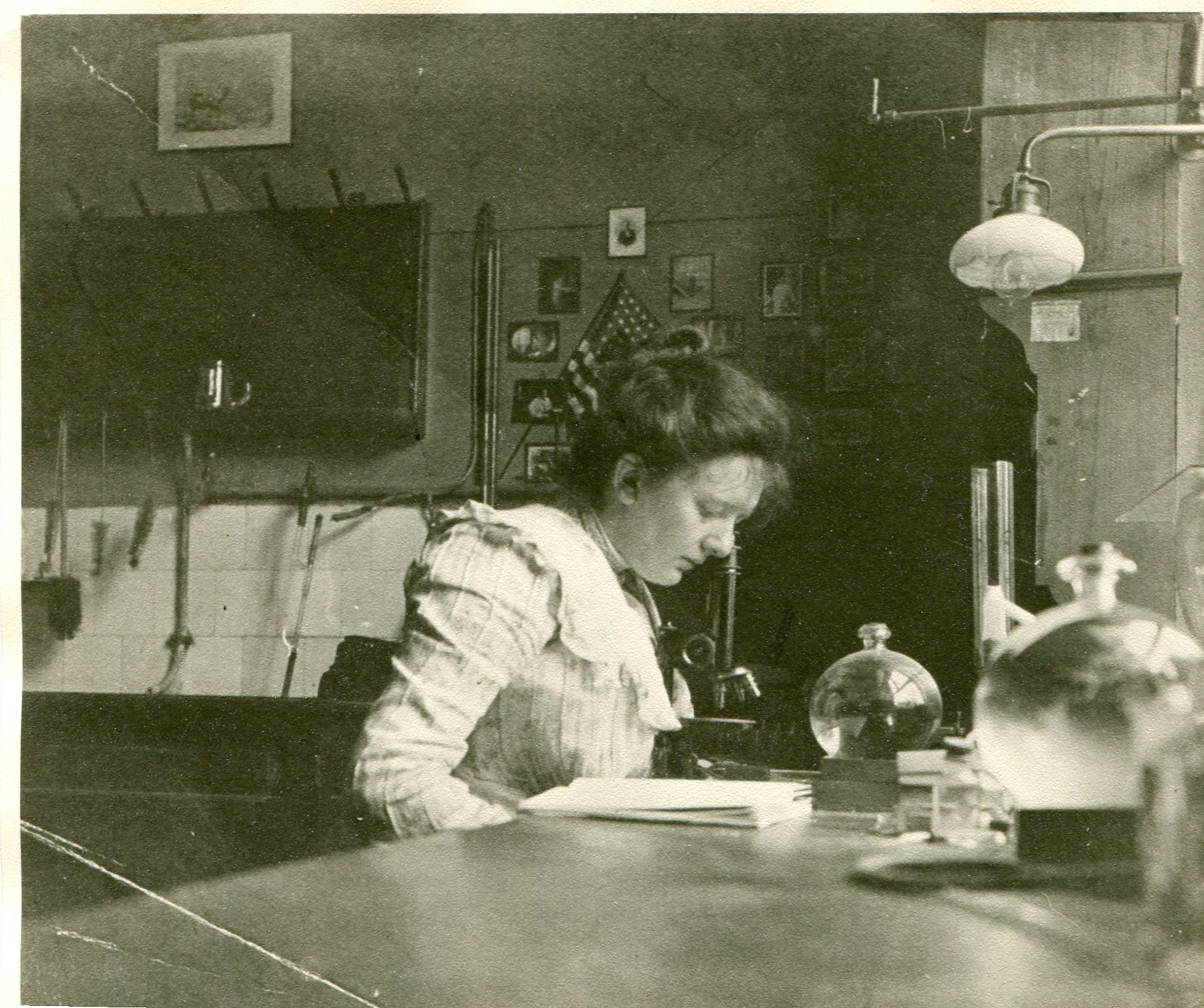
Sommersemester 1902: Margarete Zuelzer als Studentin in Heidelberg

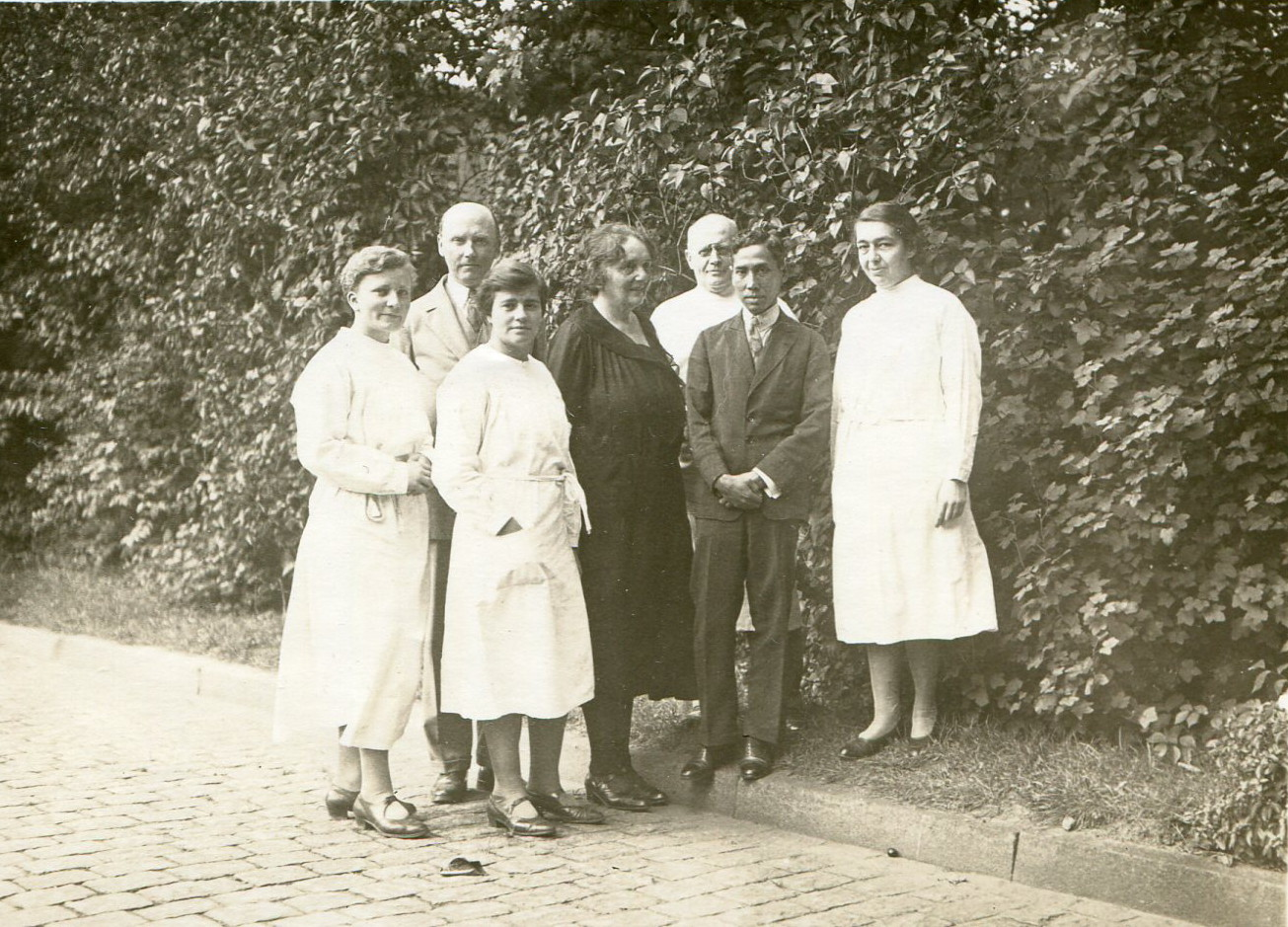
Herbst 1926: Im Garten des Reichsgesundheitsamts: Margarete Zuelzer (Mitte), Wilhelm Schüffner (2. von links) und Paul Uhlenhuth (3. von rechts)

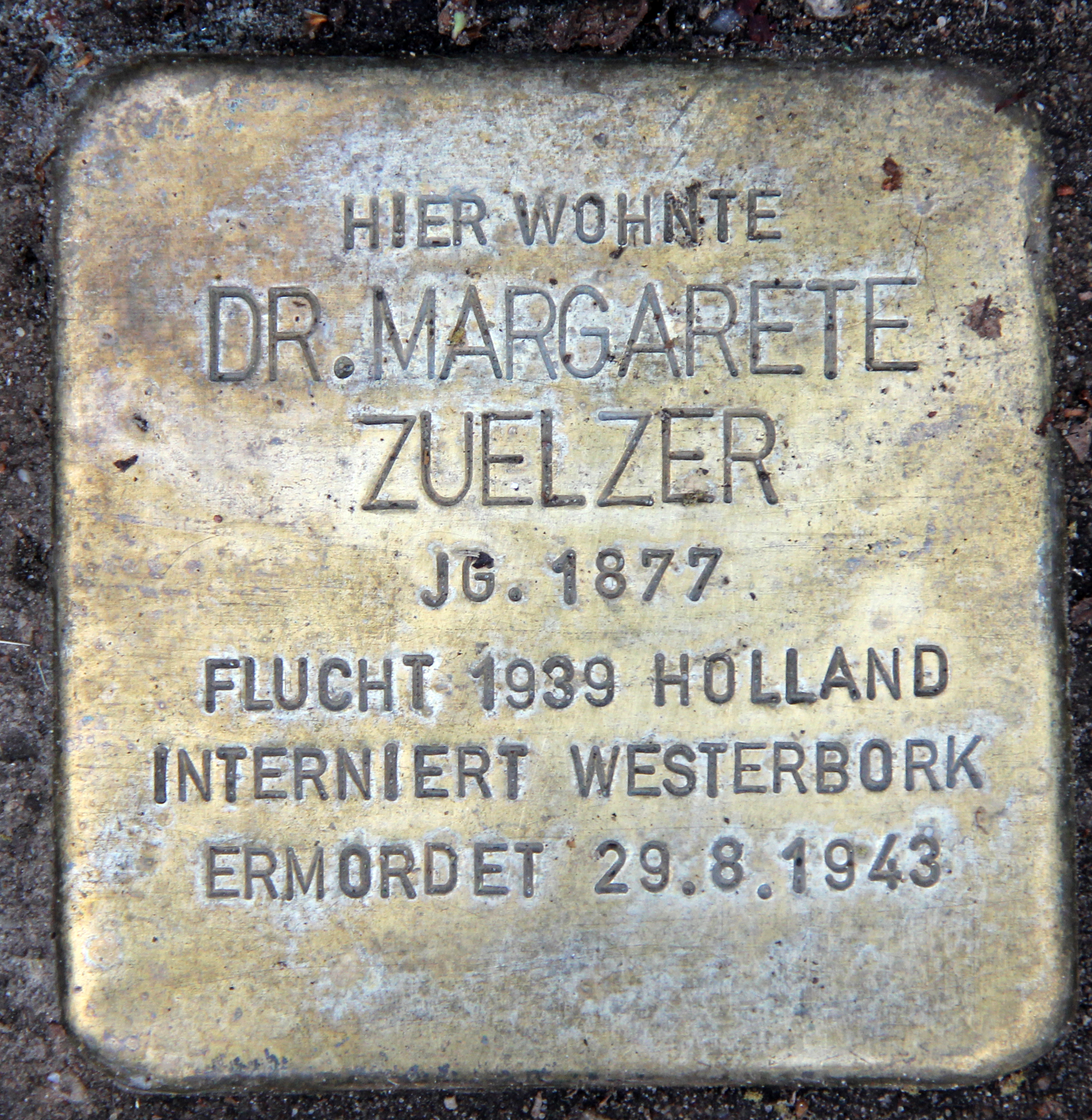
Stolperstein in Berlin-Westend

Margarete Hedwig Zuelzer (* 7. Februar 1877 in Haynau, Schlesien; † 29. August 1943 im Durchgangslager Westerbork) war eine deutsche Zoologin.

## Leben
Sie war die Tochter des jüdischen Tuchfabrikanten Julius Zuelzer (1838–1889) und der Henriette geb. Friedlaender (1852–1931). Nach einem Studium der Naturwissenschaften in Berlin und Heidelberg wurde Margarete Zuelzer am 5. März 1904 in Heidelberg mit der Arbeit „Beiträge zur Kenntnis von Difflugia urceolata Carter“ zum Dr. phil. nat. promoviert. An der Heidelberger Universität war sie damit die insgesamt 37. promovierte Frau, an der Naturwissenschaftlichen Fakultät die sechste. 1907 wurde sie Hilfsarbeiterin an der Königlichen Versuchs- und Prüfanstalt für Wasserversorgung in Berlin, bevor sie im Februar 1916 in die Dienste des Kaiserlichen Gesundheitsamtes, des späteren Reichsgesundheitsamtes trat. Nach 1919 leitete sie, als einer der wenigen weiblichen „Regierungsräte“, das Protozoenlaboratorium in Berlin-Dahlem. Am 5. Februar 1916 war sie vom jüdischen zum protestantischen Glauben übergetreten. 1926 bis 1928 unternahm sie eine Forschungsreise nach Niederländisch-Indien, wo sie Freundschaft mit dem deutsch-niederländischen Biologen Wilhelm Schüffner schloss.
Am 19. Mai 1933 wurde sie aufgrund des Gesetzes zur Wiederherstellung des Berufsbeamtentums in den Ruhestand versetzt. Ihre Entlassungsurkunde war von Reichsinnenminister Wilhelm Frick persönlich unterzeichnet. Eine Eingabe Margarete Zuelzers „Über meine Vorfahren und deren Betätigung im nationalen Sinne“ hatte keinerlei positiven Effekt. Der neuernannte Präsident des Reichsgesundheitsamtes Hans Reiter konzedierte gönnerhaft, „dass Fräulein Dr. Zülzer lediglich auf Grund des bekannten Arier-Paragraphen in den Ruhestand versetzt worden ist. Sonstige Gründe lagen gegen sie nicht vor; insbesondere entbehrt das Gerücht, dass Fräulein Dr. Zülzer wegen angeblicher marxistischer Gesinnung ausgeschieden sei, einer tatsächlichen Begründung.“
Im Oktober 1939 emigrierte Margarete Zuelzer in die Niederlande, wo sie am Institut für tropische Hygiene, das von Wilhelm Schüffner geleitet wurde, unterkam. Ihre Schwester Gertrud Zuelzer, die nach einem gescheiterten Fluchtversuch im September 1942 an der Schweizer Grenze verhaftet und nach Theresienstadt überstellt worden war, versorgte sie von Amsterdam aus mit Zeichenmaterial und Kleidung. Gertrud führte ihr Überleben auf diese Postsendungen zurück.
Im April 1943 musste Margarete Zuelzer vom Bachplein in den Merwedeplein in eines der den Juden zugewiesenen Amsterdamer Stadtviertel umziehen. Am 21. Mai wurde sie in das Durchgangslager Westerbork verbracht. Ihr Freund und Kollege Wilhelm Schüffner hatte sich zuvor gegenüber den deutschen Behörden bemüht, für sie eine „Sonderstellung“ zu erwirken. Am 23. August 1943 starb Margarete Zuelzer im Durchgangslager Westerbork.
Ihre Schwester Anneliese (1872–1948) heiratete 1904 den SPD-Reichstagsabgeordneten Albert Südekum; ihre Schwester Gertrud (1873–1968), mit der sie bis zu ihrer Emigration zusammengelebt hatte, war Kunstmalerin und, ebenso wie Margarete, ledig geblieben. Sie war eine Nichte des oberschlesischen „Kohlenbarons“ Fritz von Friedlaender-Fuld und Cousine des Schriftstellers Emil Ludwig und des Kinderarztes Georg Ludwig Zuelzer.
Ein 2012 verlegter Stolperstein in Berlin-Westend, Eichkampstraße 108, erinnert an Margarete Zuelzer.